# Тимофій Фененко
Тимофій Фененко  — український політичний та військовий діяч, кошовий отаман Запорізького війська

## Життєпис
На початку 1708 року був кошовим Запорізького війська, вів листування з гетьманом Іваном Мазепою. Через стриману позицію щодо підтримки повстання Булавіна у січні-лютому 1708 року був змінений кошовим Костем Гордієнком.
У січні 1709 року після козацької ради, на якій було ухвалено рішення воювати проти Москви разом з Кримським ханством, був направлений у складі посольства, разом з Іваном Гадяцьким та Яковом Брюховецьким, до кримського хана.